# Microhyla mantheyi
Microhyla mantheyi es una especie de anfibio anuro de la familia Microhylidae.

## Distribución geográfica
Esta especie habita:
- en Malasia peninsular;
- en Singapur;
- en Tailandia en la provincia de Narathiwat.[5]

## Etimología
Esta especie lleva el nombre en honor a Ulrich Manthey.

## Publicación original
- Das, Yaakob & Sukumaran, 2007 : A new species of Microhyla (Anura: Microhylidae) from the Malay Peninsula. Hamadryad, vol. 31, n.º 2, p. 304-314[6]